# Тигранакерт (Арцах)

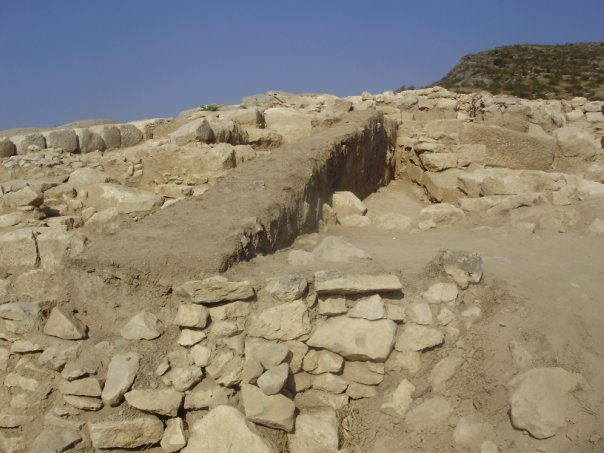
Верхня частина міста

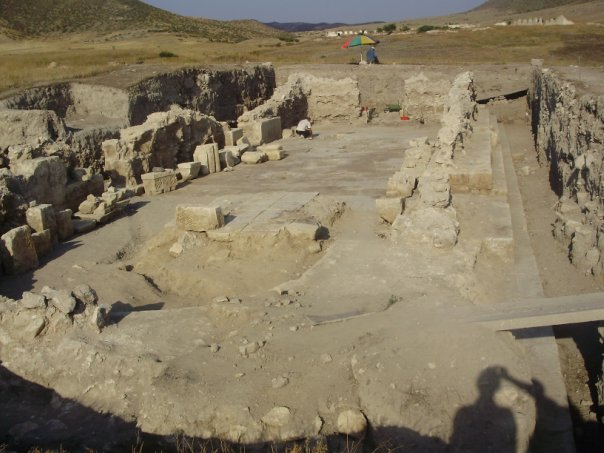
Нижня частина міста — Акрополь

Тигранаке́рт (вірм. Տիգրանակերտ, лат. Tigranocerta) — одне з чотирьох древньовірменських міст, заснованих Тиграном II в I столітті до н. е., що носили його ім'я. Розташовувався в провінції Арцах Великої Вірменії. За твердженнями вірменських археологів, які не мають незалежного підтвердження, руїни цього міста знаходяться в околицях сучасного Агдаму, в Агдамському районі Азербайджану. На місці стародавнього міста збереглися кургани, кам'яні статуї, видовбані в скелях культові споруди, церкви. Американські газети порівняли виявлення Тигранакерта з відкриттям Трої.

## Історія
Згідно з істориками К. Галачяном, Л. Р. Багдасаряном і Р. Г. Ананікяном, «Тигранакерт — найдавніше місто Карабаху, яке довго існувало і грало певну роль в історії краю». Існування міста Тигранакерт в Арцасі згадувалося також істориком VII століття Себеосом.
У 2005 році на території поблизу Агдам в результаті розкопок було виявлено поселення дохристиянської епохи. Як з'ясувалося, це один зі зведених царем Тиграном Великим міст.
Зокрема, на місці ранньохристиянської базиліки в Тигранакерті було виявлено напис вірменською мовою, яка являє собою маленький диск діаметром близько 8 см, що знаходився на вимощеній плитами підлозі церкви, побудованої в VI–VIII століттях. Напис говорить: «Я Вач(е) слуга Г(оспода) Б(ог)а». На думку археологів, це одна з рідкісних церков, що має вхід і з північного, і з південного, і з західного боку. Церква діяла до IX століття, коли «через збиток, що завдали іновірці або внаслідок землетрусів, вона перестала діяти».
Місто складалося з 3 частин: у верхній частині знаходилися палаци, потім — центральний квартал, а в нижній частині знаходився Акрополь: все це разом мало вигляд трикутника.
Розкопки міста ведуться Арцаською археологічною експедицією Інституту археології та етнографії НАН Вірменії під керівництвом доктора історичних наук Гамлета Петросяна. У грудні 2008 року на засіданні уряду Нагірно-Карабаської Республіки було ухвалено рішення оголосити Тигранакерт державним заповідником.